# Viviana Gallardo
Viviana Gallardo Camacho (San José, 28 de febrero de 1963-Ib., 1 de julio de 1981) fue una militante comunista costarricense, afiliada a un grupo autónomo y clandestino conocido como "La Familia" que, entre 1978 y 1981, planeó y ejecutó actos terroristas con el fin de iniciar una lucha armada que derivara en una revolución social como la que llevaba a cabo el Frente Sandinista en el vecino país de Nicaragua. Ese fue el único movimiento comunista costarricense que, posteriormente a las hechos de la guerra civil de 1948, se involucró en una lucha armada dentro del país.
Como militante del grupo "La Familia", Gallardo participó en tres eventos que en 1981 marcaron a la sociedad costarricense: En el primero de los ataques, hicieron estallar un furgón con miembros del Cuerpo de Marines al servicio de la embajada de Estados Unidos, dejando varios heridos. En el segundo ataque, colocaron un artefacto explosivo en el consulado de Honduras en San José que al final causó solo daños materiales. El tercer y último atentado de importancia, llamado por el grupo como “Operación Mole”, fue frustrado por la policía y su objetivo era destruir el busto del trigésimo quinto presidente de EE. UU., John F. Kennedy, ubicado en el Parque del cantón de Montes de Oca en la provincia de San José . Para finales de junio de 1981 el Organismo de Investigación Judicial había identificado ya 15 células del grupo terrorista, con cuatro o cinco miembros cada una. Tres meses más tarde el grupo estaría desarticulado y varios de los militantes encarcelados.
Gallardo fue capturada por la policía, junto con otros miembros de "La Familia", el 12 de junio de 1981, y acusada de participar de forma directa en varios hechos delictivos, incluyendo el asesinato de tres agentes de policía en ejercicio de sus funciones, así como de un taxista.  Su caso nunca fue elevado a juicio, ya que el siguiente 1 de julio, en aparente venganza por el asesinato de los tres oficiales, fue abatida a tiros por un policía, el cabo José Manuel Bolaños Quesada, mientras se encontraba recluida en una celda de la Primera Comisaría de San José. Esa acción le valió al cabo Bolaños una condena judicial por homicidio. Cuando murió, Gallardo contaba solo 18 años de edad.

## Primeros años
Su madre, Vilma Camacho Víquez, luego de muchos años de silencio, decidió hablar en una entrevista para el diario costarricense La Nación el 18 de junio de 2013.
Educada en el Liceo Franco-Costarricense desde los seis años, su madre relató las inquietudes sociales que tenía desde muy joven. Refirió que nunca supo de su vinculación con el grupo La Familia hasta el día que fue detenida el 12 de junio de 1981.

## Su muerte
Viviana Gallardo se encontraba detenida desde el 12 de junio de 1981 en una celda de la Primera Comisaría de San José junto con Alejandra Bonilla Leiva y Magaly Salazar Nassar, acusadas las tres de estar vinculadas con los homicidios de tres policías y un taxista, cometidos ese mismo día de la detención en Guadalupe de Goicoechea. Un cuarto miembro del grupo subversivo, Carlos Gerardo Enríquez Solano, fue muerto en esos hechos. 
Según supo la policía, el grupo iba a cometer un asalto a una licorera, pues de esa forma "La Familia" financiaba sus actividades terrorista. Tres policías de la Quinta Comisaría de San José, Luis Anchía Álvarez, Rafael Godínez Mora y Luis Martínez Hall, se acercaron al vehículo a inspeccionar. En ese momento fueron asesinados. 
El vehículo en que viajaban, conducido por la joven Viviana Gallardo, se dio a la fuga pero colisionó. Un taxista, Miguel Aguilar Porras, los siguió y fue la cuarta víctima de homicidio esa noche. 
Al ser las 5:30 a. m. del 1 de julio el cabo José Manuel Bolaños le disparó con una metralleta M-76. Gallardo fue sepultada en el cementerio de Obreros. Posteriormente trasladada al Camposanto Montesacro, más cerca de donde vive su familia, en Curridabat.
El cabo Bolaños fue condenado tres meses después a 18 años de cárcel por el asesinato de Gallardo, pero en 1987 obtuvo el beneficio de ejecución condicional de la pena. Murió el 15 de junio de 2014, y siempre argumentó que su motivo fue vengar la muerte de sus colegas, en especial la del oficial Luis Martínez Hall quien era su amigo cercano.
En los años siguientes, algunos medios como el periódico universitario “Semanario Universidad” o el diario de circulación nacional “La Prensa Libre” esbozaron teorías de conspiración, ligando el asesinato de Gallardo a supuestas órdenes de funcionarios de alto rango en el gobierno o incluso a directrices emanadas de la cúpula del propio grupo La Familia con el fin de  evitar que ella revelara información sensible a la policía, sin embargo ninguna de esas teorías fue probada.

## Polémica
Personas cercanas a Gallardo denunciaron que durante su reclusión carcelaria fue presuntamente sometida a torturas, abusos sexuales y condiciones infrahumanas. Uno de los denunciates fue el escritor Jacques Sagot, excompañero de secundaria y amigo de Gallardo, sin embargo nunca hubo pruebas claras de dichas acusaciones. Si bien existieron testimonios contradictorios al respecto, la falta de evidencia hizo que la Corte Interamericana de Derechos Humanos desestimara los cargos contra el Gobierno de Costa Rica por presunta violación a los derechos humanos sobre el caso Gallardo, aunque la controversia sobre el caso persiste.